# Saint-André-en-Royans
Saint-André-en-Royans település Franciaországban, Isère megyében. Lakosainak száma 341 fő (2022. január 1.). Saint-André-en-Royans Saint-Just-de-Claix, Saint-Romans, Auberives-en-Royans, Choranche, Pont-en-Royans és Presles községekkel határos.

## Népesség
A település népessége az elmúlt években az alábbi módon változott:
| Lakosok száma | 278  | 251  | 273  | 326  | 327  | 319  | 315  | 310  | 321  | 341  |
|               | 1968 | 1982 | 1990 | 2006 | 2013 | 2015 | 2017 | 2019 | 2020 | 2022 |